# 宮吉拓実
宮吉 拓実（みやよし たくみ、1992年8月7日 - ）は、福井県生まれ、滋賀県出身のプロサッカー選手。Jリーグ・レノファ山口FC所属。ポジションはフォワード（FW）。

## 来歴

### プロ入り前
東京都杉並区立松庵小学校1年からサッカーを始め、4年の時に滋賀県大津市に引っ越す。大津市立真野中学校に進学、中学1年時から京都サンガU-15でFWとして活躍。2005年にはU-13日本選抜、2006年にはU-14日本選抜にも選ばれている。2007年の日本クラブユースサッカー選手権 (U-15)大会では9得点の活躍でチームを優勝に導いている。また、自身も得点王に輝くとともにMVPに選ばれている。
2008年3月、トップチームに登録。ウィザスナビ高等学校に通いながらトップチームの練習に参加し「京都の至宝」と呼ばれた。
2008年5月31日、ナビスコカップ・名古屋戦で初めてサブメンバーに入った。森本貴幸が記録した15歳10ヶ月20日のナビスコカップ最年少出場記録の更新もかかっていたが、出場機会はなかった。
2008年9月21日、G大阪戦で72分フェルナンジーニョに代わって出場し、Jリーグ史上2番目に若いデビューとなった（当時。2025年現在は史上3番目）。
AFC U-16選手権2008においてU-17日本代表に選出され、グループリーグ第2戦のUAE代表戦（6-1で日本代表が勝利）ではハットトリックを飾るなど5試合で4得点を上げた。

### 京都サンガ
2008年10月24日、チーム史上最年少でプロC契約を交わした。2009年10月10日、天皇杯2回戦のヴェルフェたかはら那須戦で後半途中出場すると後半31分に左サイドの安藤淳からのクロスを胸でコントロールすると角度のない位置から右足を振り抜いて公式戦初得点を決めた。なお、17歳と64日での得点は京都のクラブ最年少ゴールである。
2010年4月3日、C大阪戦で後半14分から途中出場すると後半25分にディエゴからのクロスを胸でトラップし、左足ボレーでゴール。Jリーグ初得点を記録した。17歳7カ月27日での得点はJ1年少得点記録の歴代4位である。
2014年8月、カターレ富山へ期限付き移籍により加入。2014年末で富山への期限付き移籍期間が満了となり2015年より京都に復帰した。

### サンフレッチェ広島
2016年にサンフレッチェ広島へ完全移籍。3月16日、AFCチャンピオンズリーグ2016第3節のブリーラム・ユナイテッドFC戦で移籍後初出場。5月29日、第14節のアビスパ福岡ではJ1リーグで6年ぶりとなる2得点をあげて勝利に貢献した。

### 北海道コンサドーレ札幌
2018年に北海道コンサドーレ札幌へ完全移籍により加入した。

### 京都サンガ復帰
2019年に京都サンガF.C.へ復帰した。3月2日、第2節の鹿児島ユナイテッドFC戦で復帰後初得点を決めた。
2024年11月30日、京都との契約満了を発表。

### レノファ山口FC
2024年12月30日、レノファ山口FCに加入することを発表。

## 人物
- 2016年7月4日、一般女性と入籍したことを発表した。

## 所属クラブ
- 松庵小サッカークラブ（東京都杉並区)
- ラーゴFC
- 2005年 - 2008年 京都パープルサンガジュニアユース/京都サンガF.C.U-15
- 2008年 - 同年10月 京都サンガF.C.U-18
  - 2008年3月 - 同年10月 京都サンガF.C. (2種登録選手)
- 2008年10月 - 2015年 京都サンガF.C.
  - 2014年8月 - 同年12月 カターレ富山（期限付き移籍）
- 2016年 - 2017年 サンフレッチェ広島
- 2018年 北海道コンサドーレ札幌
- 2019年 - 2024年 京都サンガF.C.
- 2025年 - レノファ山口FC

## 個人成績
| 国内大会個人成績 | 国内大会個人成績 | 国内大会個人成績 | 国内大会個人成績 | 国内大会個人成績 | 国内大会個人成績 | 国内大会個人成績 | 国内大会個人成績 | 国内大会個人成績 | 国内大会個人成績 | 国内大会個人成績 | 国内大会個人成績 |
| 年度             | クラブ           | 背番号           | リーグ           | リーグ戦         | リーグ戦         | リーグ杯         | リーグ杯         | オープン杯       | オープン杯       | 期間通算         | 期間通算         |
| 年度             | クラブ           | 背番号           | リーグ           | 出場             | 得点             | 出場             | 得点             | 出場             | 得点             | 出場             | 得点             |
| 日本             | 日本             | 日本             | 日本             | リーグ戦         | リーグ戦         | リーグ杯         | リーグ杯         | 天皇杯           | 天皇杯           | 期間通算         | 期間通算         |
| ---------------- | ---------------- | ---------------- | ---------------- | ---------------- | ---------------- | ---------------- | ---------------- | ---------------- | ---------------- | ---------------- | ---------------- |
| 2008             | 京都             | 31               | J1               | 2                | 0                | 0                | 0                | 1                | 0                | 3                | 0                |
| 2009             | 京都             | 31               | J1               | 2                | 0                | 0                | 0                | 1                | 1                | 3                | 1                |
| 2010             | 京都             | 31               | J1               | 14               | 3                | 5                | 1                | 0                | 0                | 19               | 4                |
| 2011             | 京都             | 13               | J2               | 27               | 7                | -                | -                | 6                | 5                | 33               | 12               |
| 2012             | 京都             | 13               | J2               | 39               | 11               | -                | -                | 2                | 0                | 41               | 11               |
| 2013             | 京都             | 13               | J2               | 18               | 3                | -                | -                | 0                | 0                | 18               | 3                |
| 2014             | 京都             | 13               | J2               | 4                | 0                | -                | -                | 0                | 0                | 4                | 0                |
| 2014             | 富山             | 38               | J2               | 16               | 3                | -                | -                | -                | -                | 16               | 3                |
| 2015             | 京都             | 13               | J2               | 33               | 4                | -                | -                | 2                | 2                | 35               | 6                |
| 2016             | 広島             | 31               | J1               | 13               | 4                | 0                | 0                | 1                | 0                | 14               | 4                |
| 2017             | 広島             | 31               | J1               | 8                | 0                | 3                | 1                | 1                | 1                | 12               | 2                |
| 2018             | 札幌             | 31               | J1               | 11               | 1                | 6                | 1                | 2                | 0                | 19               | 2                |
| 2019             | 京都             | 13               | J2               | 26               | 4                | -                | -                | 1                | 0                | 27               | 4                |
| 2020             | 京都             | 13               | J2               | 22               | 1                | -                | -                | -                | -                | 22               | 1                |
| 2021             | 京都             | 13               | J2               | 30               | 10               | -                | -                | 0                | 0                | 30               | 10               |
| 2022             | 京都             | 13               | J1               | 15               | 2                | 2                | 0                | 5                | 0                | 22               | 2                |
| 2023             | 京都             | 13               | J1               | 1                | 0                | 1                | 0                | 0                | 0                | 2                | 0                |
| 2024             | 京都             | 13               | J1               | 8                | 1                | 1                | 0                | 2                | 0                | 11               | 1                |
| 2025             | 山口             | 13               | J2               |                  |                  |                  |                  |                  |                  |                  |                  |
| 通算             | 日本             | 日本             | J1               | 74               | 11               | 18               | 3                | 13               | 2                | 105              | 16               |
| 通算             | 日本             | 日本             | J2               | 215              | 43               | -                | -                | 11               | 7                | 226              | 50               |
| 総通算           | 総通算           | 総通算           | 総通算           | 289              | 54               | 18               | 3                | 24               | 9                | 331              | 66               |

その他公式戦
- 2013年
  - J1昇格プレーオフ 1試合0得点

- 公式戦初得点 - 2009年10月10日 天皇杯2回戦・ヴェルフェたかはら那須戦（西京極）
- Jリーグ初出場 - 2008年9月21日 J1第25節・ガンバ大阪戦（西京極）
- Jリーグ初得点 - 2010年4月3日 J1第5節 vsセレッソ大阪（長居）

| 国際大会個人成績 | 国際大会個人成績 | 国際大会個人成績 | 国際大会個人成績 | 国際大会個人成績 |
| 年度             | クラブ           | 背番号           | 出場             | 得点             |
| AFC              | AFC              | AFC              | ACL              | ACL              |
| ---------------- | ---------------- | ---------------- | ---------------- | ---------------- |
| 2016             | 広島             | 31               | 5                | 1                |
| 通算             | AFC              | AFC              | 5                | 1                |

## 代表歴
- U-13日本代表
- U-14日本代表
- U-15日本代表
  - AFCU-16選手権2008 予選 (2007年)
- U-16日本代表
  - AFC U-16選手権2008（5試合4得点、ベスト4）
- U-17日本代表
  - 2009 FIFA U-17ワールドカップ（2試合2得点、グループリーグ敗退）
- U-19日本代表（2010年[1]）
- U-23日本代表（2012年[1]）

## 個人タイトル
- 2005年 日本クラブユース選手権U-15 最優秀選手賞、得点王
- 2009年 第10回ビジャレアル国際大会 得点王
- 2011年 第91回天皇杯 得点王